# Piedra esculpida

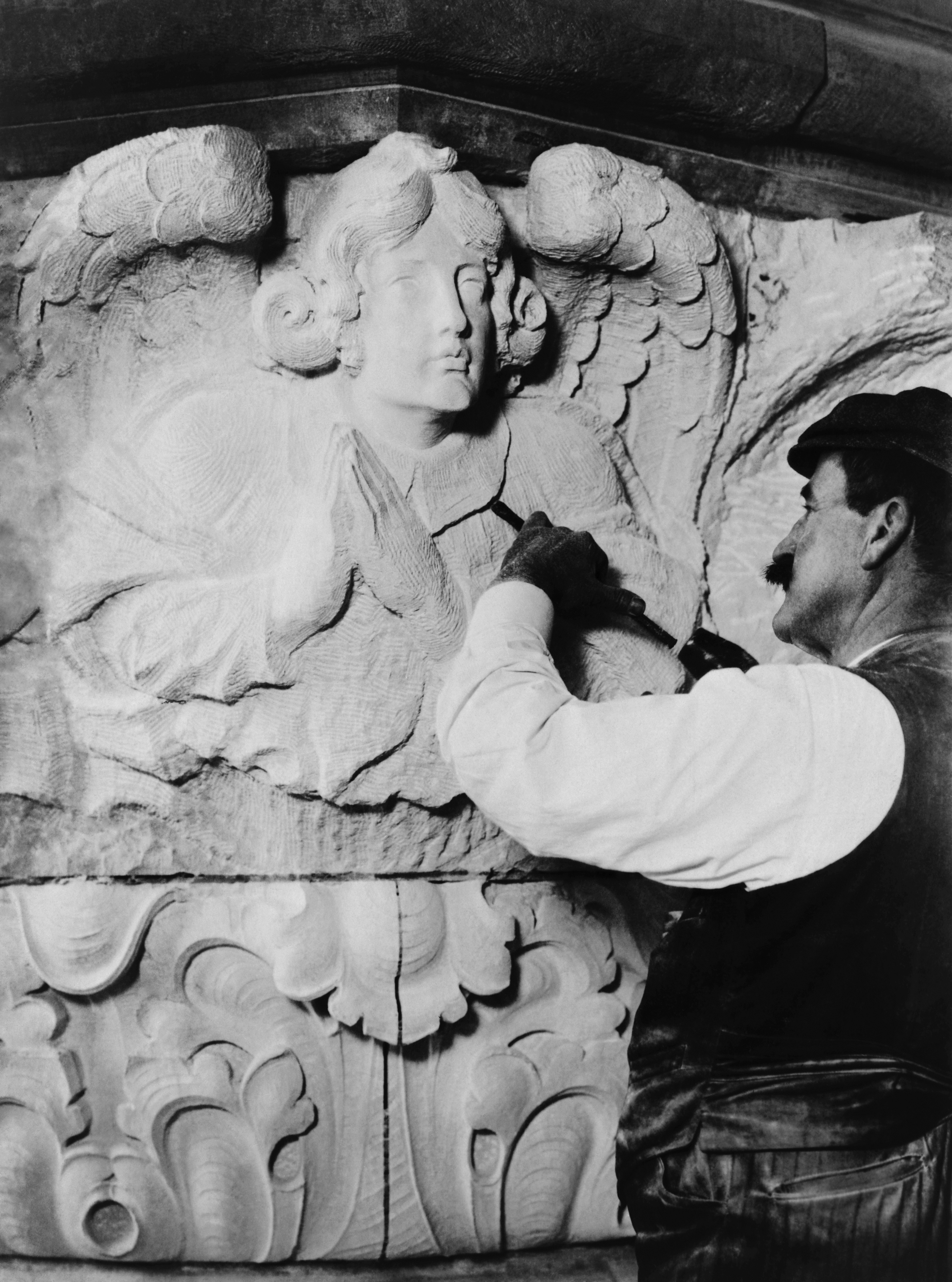
Rizblyar trabajando en la Cathedral of St. John the Divine de Nueva York en 1909

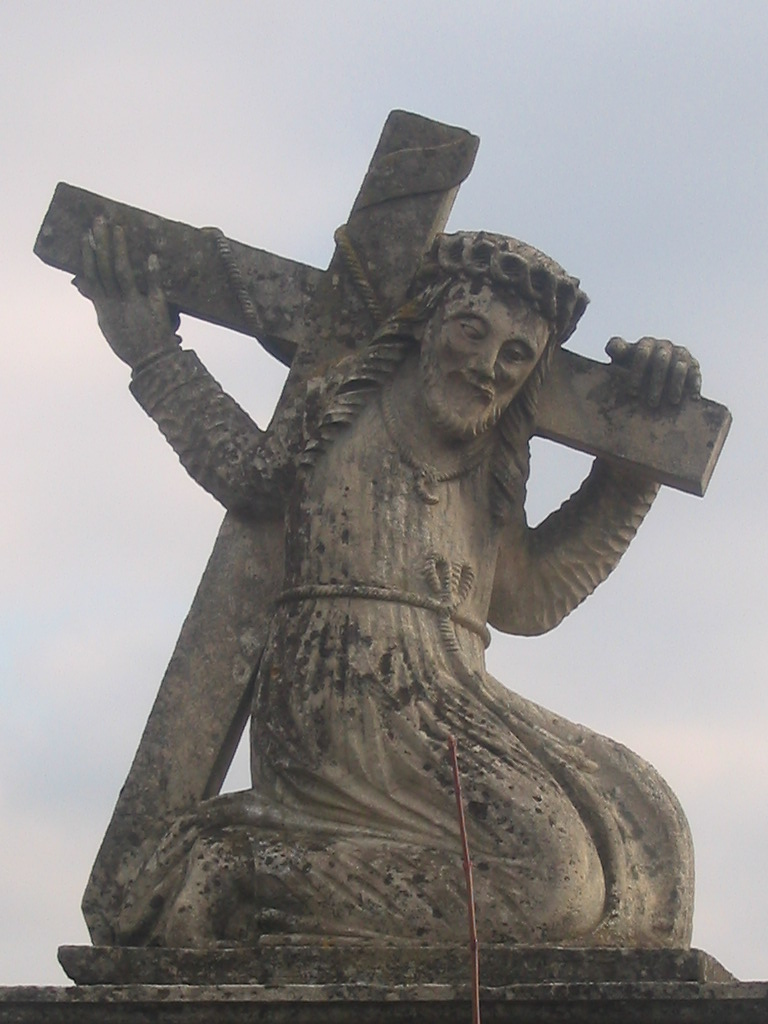
Monumento de piedra tallada, en la lápida kladovoschi en Bershad

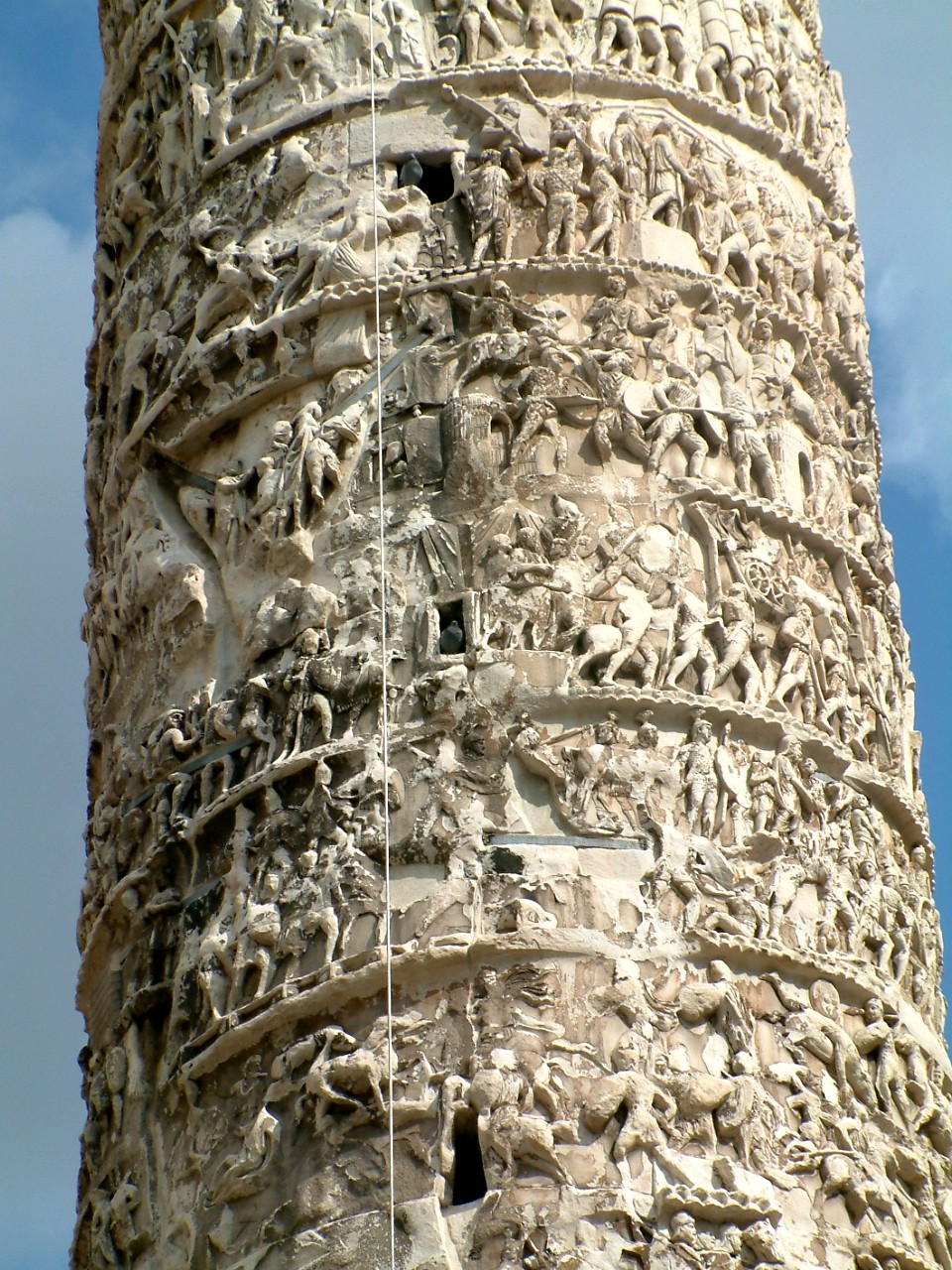
Columna de Marco Aurelio en Roma

La piedra esculpida es el formato de la piedra una vez seguido el proceso de tallado, para darle la forma y el acabado exterior requeridos.
Piedra tallada redirige a canto tallado. Véase también Paleolítico ("edad de la piedra tallada") y Neolítico ("edad de la piedra pulimentada").

## Historia
El tallado de piedra ha tenido lugar en todas las etapas de la historia, en todas las culturas y en todos los países y pueblos del mundo, en campos como la arquitectura, la escultura, la decoración o la joyería.
> hijp

## Modalidades
El tallado se puede hacer en las modalidades de: sierra, torneado, taladrado, rectificado, pulido, y en operaciones de tallado de joyas, grabado, etc.

## Materiales
El mayor logro en el tallado de piedra está asociado con el tallado de piedras nobles como: ágata, ónix, feldespato, cristal de roca, amatista, jaspe, jade, rodonita, malaquita, lapislázuli, esmeralda, turquesa, yeso, selenita, obsidiana, mármol (escultura en mármol); además de otros materiales empleados en joyería y bisutería como las piedras preciosas (talla de diamantes) y semi-preciosas, y productos de otro origen, como el ámbar o el coral.

## Herramientas para esculpir la piedra

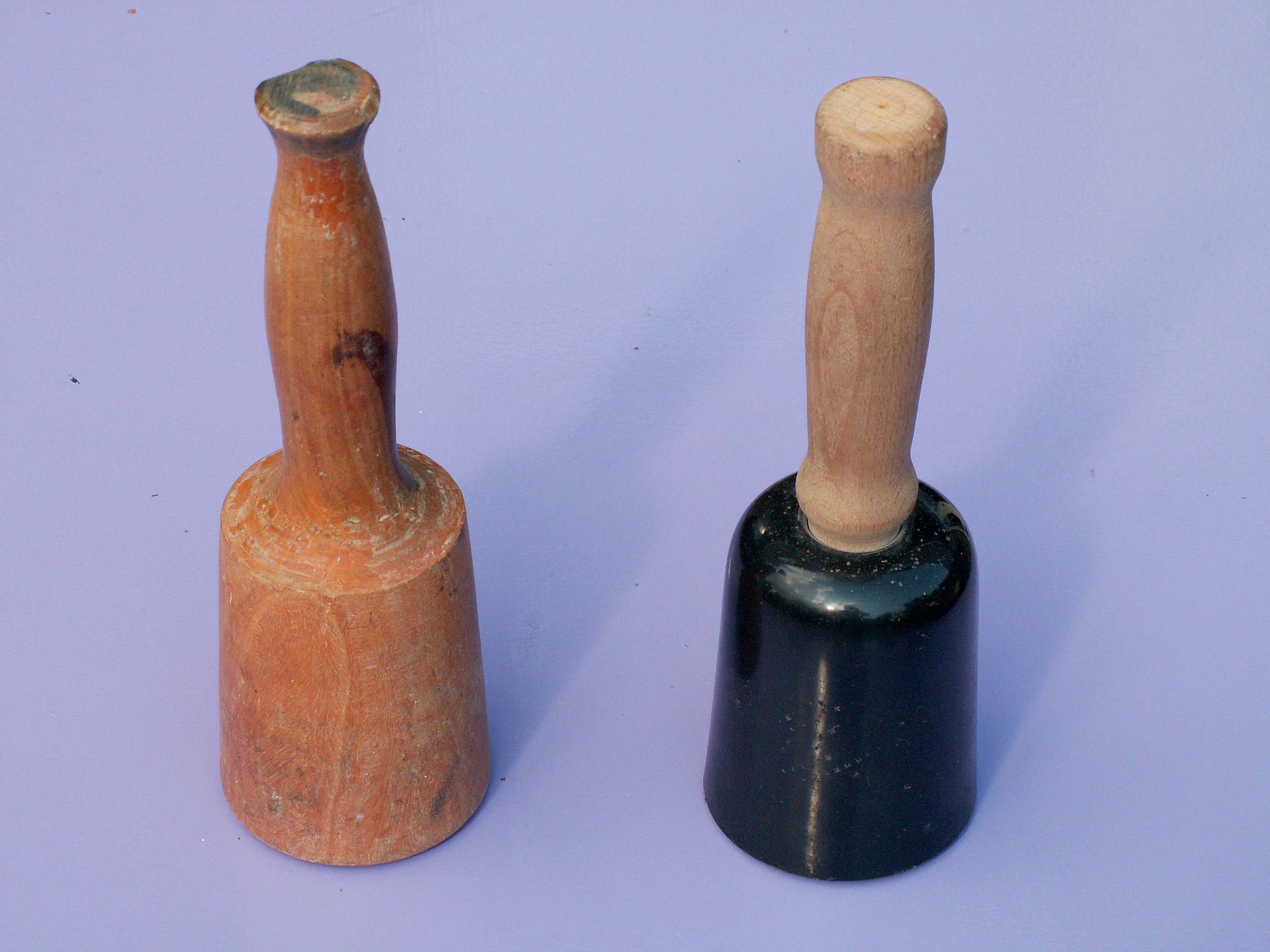
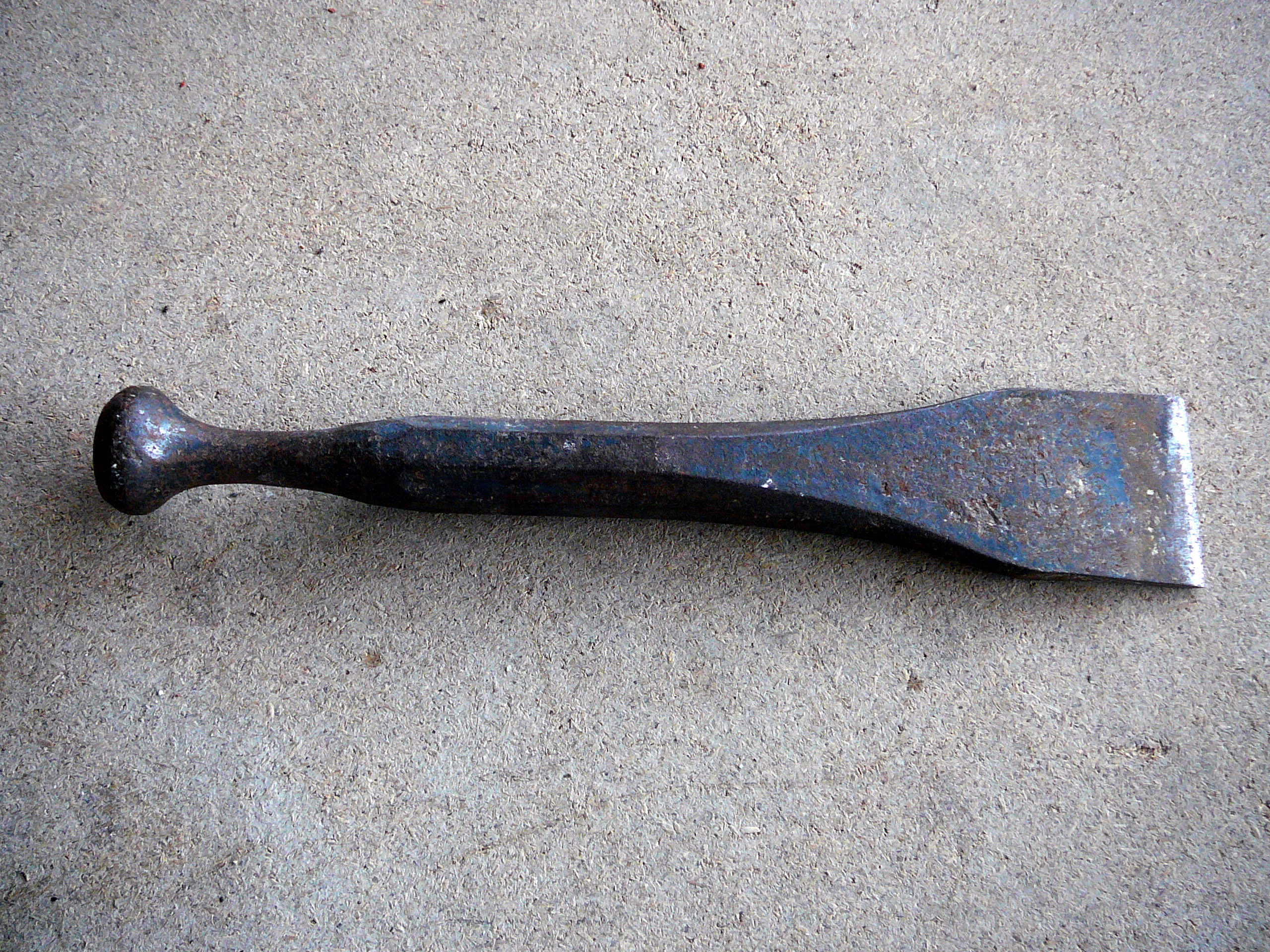
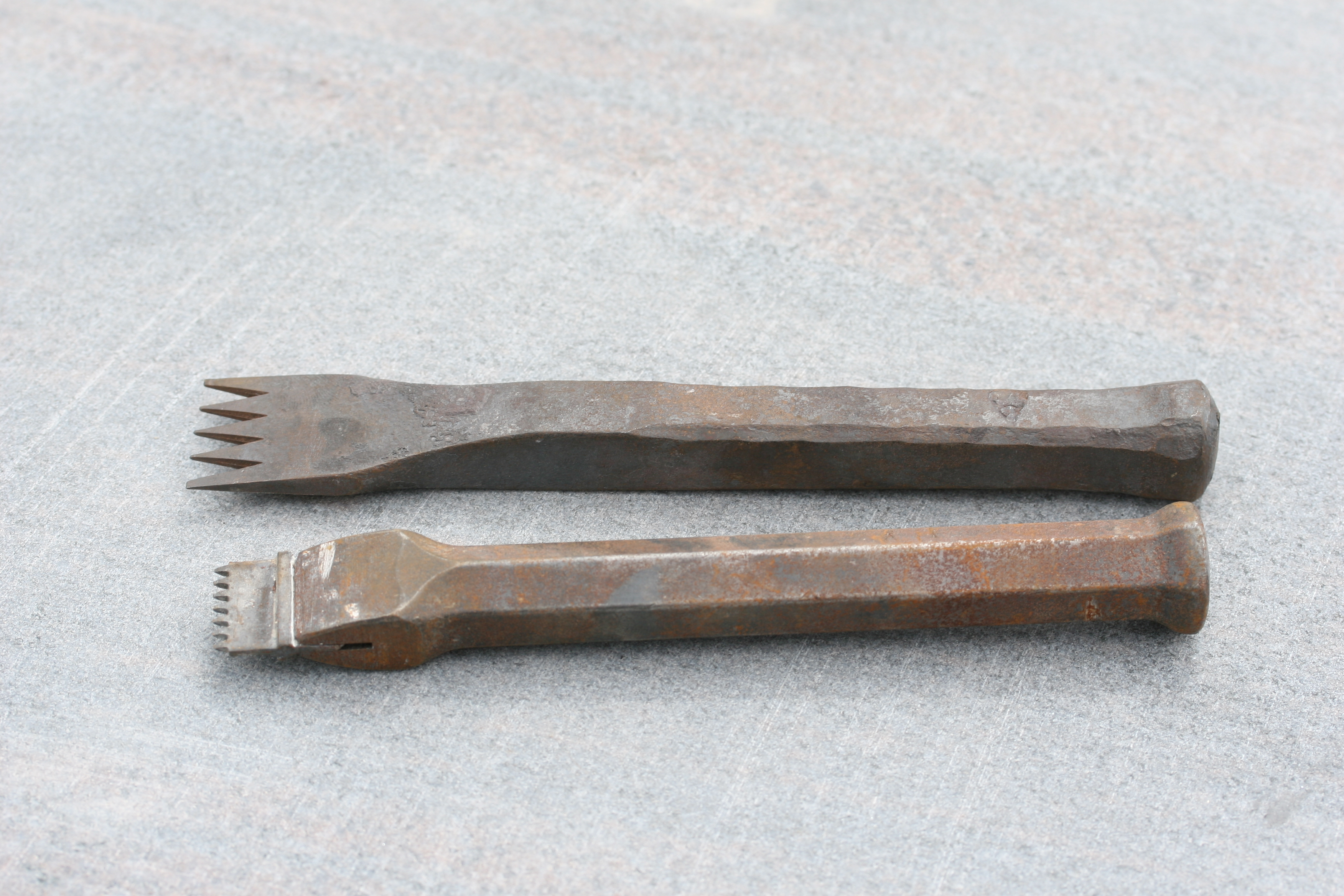
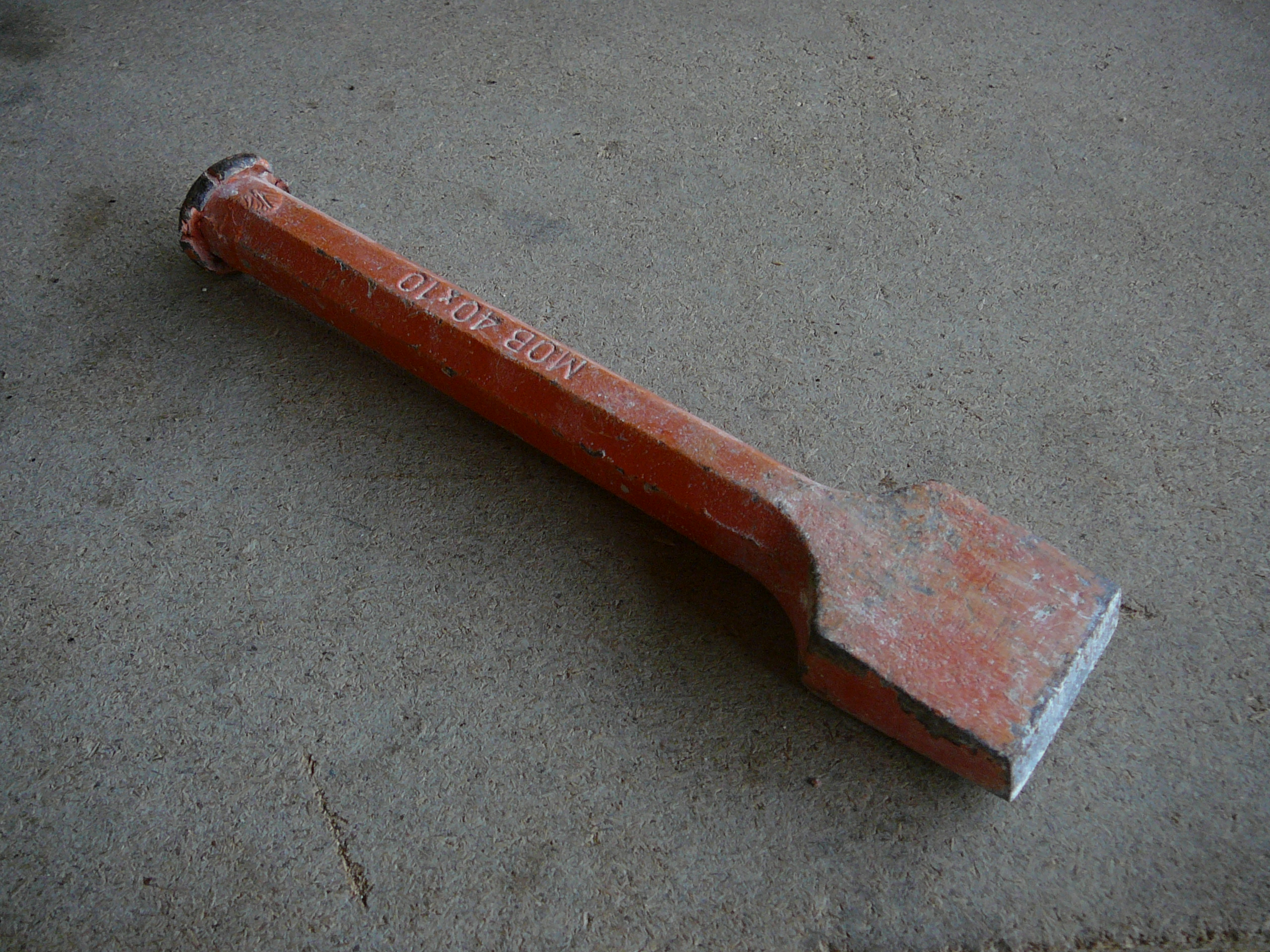
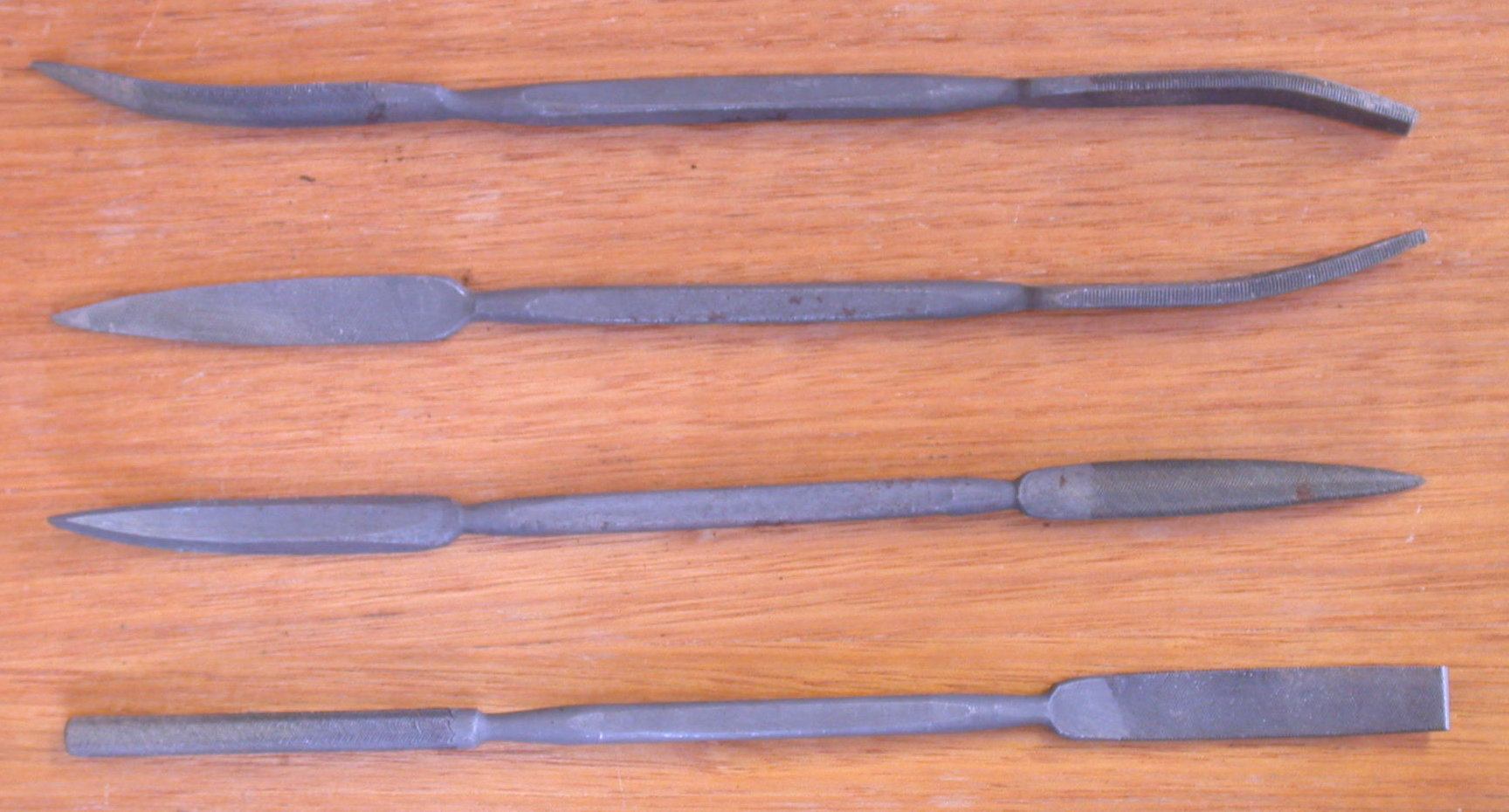